# Villa Minutoli-Tegrimi
La Villa Minutoli-Tegrimi si trova in località Vorno presso Capannori, in provincia di Lucca.

## Storia e descrizione
La costruzione risale alla prima metà del XVII secolo e appartenne alla famiglia Tegrimi prima di passare, attorno alla metà del XVIII secolo ai Minutoli-Tergimi. Verso il 1860 il parco venne ristrutturato dandogli grosso modo l'aspetto odierno, di parco all'inglese con innesti formali di tradizione toscana. 
L'edificio ha una base quadrata e si innalza per quattro piani. Il viale d'accesso è contornato da cipressi che porta in rettilineo al portone centrale. Sulla facciata una scala a doppia rampa, decorata da balaustrini e mosaici rustici, porta all'ingresso. I riquadri del portale, le cornici delle finestre e la fascia marcapiano sono in pietra, che risalta sull'intonaco dando un effetto movimentato.
All'altra estremità del viale un piccolo piazzale prima del cancello d'ingresso ha una forma a semicerchio con sedili e colonnine in pietra sullo sfondo di siepi in bosso. Due vialetti si dipanano da qui fino alla scala a doppia rampa e costeggiano un piazzale erboso circolare, arricchito da alberi ad alto fusto e una vasca.
Nel lato del parco sul retro della villa si trova un prato di forma rettangolare con sedili in pietra, circondato da un bosco di lecci, mentre una rampa erbosa si dipana da qui delimitata da due muretti con fontanelle e porta a una fontana decorata con mosaici.
Un'altra fontana con mosaici in ciottoli policromi si trova sul muro di divisione tra il giardino e l'orto, in posizione laterale rispetto alla villa. Il cancello sullo stesso muro è sostenuto da pilastri decorati a rocaille.
Tra le essenze impiantate nel giardino si ricordano magnolie, cedri deodora, palme, lecci e un grande platano posto sul retro della villa.